# Turnus (költő)
Turnus (1. század) római költő
Nero császár és utódai korában élt, szatírákat alkotott. Martialis több szatírájában is említést tesz róla, Rutilius Namatianus pedig művészetét Juvenaliséval egyenrangúnak tartotta.